# Nuoto ai Giochi della XXV Olimpiade - 200 metri farfalla femminili
Hanno partecipato alle batterie di qualificazione 32 atlete: le prime 8 si sono qualificate per la finale A, le successive 8 invece si sono qualificate per la finale B.

## Finale A
29 luglio 1992
| Posizione | Atleta             | Paese       | Tempo   |
| --------- | ------------------ | ----------- | ------- |
|           | Summer Sanders     | Stati Uniti | 2:08.67 |
|           | Wang Xiaohong      | Cina        | 2:09.01 |
|           | Susie O'Neill      | Australia   | 2:09.03 |
| 4         | Mika Haruna        | Giappone    | 2:09.88 |
| 5         | Rie Shito          | Giappone    | 2:10.24 |
| 6         | Angie Wester-Krieg | Stati Uniti | 2:11.46 |
| 7         | Mette Jacobsen     | Danimarca   | 2:11.87 |
| 8         | Ilaria Tocchini    | Italia      | 2:13.78 |

## Finale B
| Posizione | Atleta             | Paese       | Tempo   |
| --------- | ------------------ | ----------- | ------- |
| 9         | Hayley Lewis       | Australia   | 2:13.11 |
| 10        | Cecile Jeanson     | Francia     | 2:13.40 |
| 11        | Ewa Synowski       | Polonia     | 2:13.61 |
| 12        | Anna Uryniuk       | Polonia     | 2:14.44 |
| 13        | Samantha Purvis    | Regno Unito | 2:14.47 |
| 14        | Iuliana Pantilimon | Romania     | 2:14.95 |
| 15        | María Peláez       | Spagna      | 2:15.07 |
| 16        | Berit Puggaard     | Danimarca   | 2:15.07 |

## Batterie di qualificazione
- Q = Qualificate per la finale A
- q = qualificate per la finale B

| Posizione | Atleta                | Paese                | Tempo     |
| --------- | --------------------- | -------------------- | --------- |
| 1         | Susie O'Neill         | Australia            | 2:10.47 Q |
| 2         | Summer Sanders        | Stati Uniti          | 2:10.58 Q |
| 3         | Rie Shito             | Giappone             | 2:11.00 Q |
| 4         | Mika Haruna           | Giappone             | 2:11.21 Q |
| 5         | Wang Xiaohong         | Cina                 | 2:11.83 Q |
| 6         | Angie Wester-Krieg    | Stati Uniti          | 2:12.00 Q |
| 7         | Ilaria Tocchini       | Italia               | 2:13.03 Q |
| 8         | Mette Jacobsen        | Danimarca            | 2:13.18 Q |
| 9         | Cecile Jeanson        | Francia              | 2:13.23 q |
| 10        | Hayley Lewis          | Australia            | 2:14.50 q |
| 11        | Ewa Synowska          | Polonia              | 2:14.58 q |
| 12        | Anna Uryniuk          | Polonia              | 2:14.91 q |
| 13        | Samantha Purvis       | Regno Unito          | 2:15.04 q |
| 14        | Iuliana Pantilimon    | Romania              | 2:15.44 q |
| 15        | María Peláez          | Spagna               | 2:15.77 q |
| 16        | Berit Puggaard        | Danimarca            | 2:16.11 q |
| 17        | María Fernández       | Spagna               | 2:16.18   |
| 18        | Natasha Meshkovska    | Jugoslavia           | 2:16.54   |
| 19        | Joana Arantes         | Portogallo           | 2:16.56   |
| 20        | Timea Toth            | Israele              | 2:16.84   |
| 21        | Corina Dumitru        | Romania              | 2:16.86   |
| 22        | Natalia Yacovleva     | Squadra Unificata    | 2.19.02   |
| 23        | Jacinthe Pineau       | Canada               | 2:19.44   |
| 24        | Helen Slatter         | Regno Unito          | 2:20.45   |
| 25        | Praphalsai Minpraphal | Thailandia           | 2:20.48   |
| 26        | Bettina Ustrowski     | Germania             | 2:21.49   |
| 27        | Anja Margetic         | Bosnia ed Erzegovina | 2:21.56   |
| 28        | Blanca Morales        | Guatemala            | 2:21.97   |
| 29        | Qian Hong             | Cina                 | 2:22.77   |
| 30        | Shelley Cramer        | Squadra Unificata    | 2:25.24   |
| 31        | Claudia Fortin        | Honduras             | 2:26.92   |
| 32        | Yu Fen Ooi            | Singapore            | 2:26.97   |
|           | Jeanine Steenkamp     | Sudafrica            | DNS       |
|           | Brigitte Becue        | Belgio               | DNS       |